# Neohybos leptogaster
Neohybos leptogaster är en tvåvingeart som först beskrevs av Axel Leonard Melander 1927.  Neohybos leptogaster ingår i släktet Neohybos och familjen puckeldansflugor. Inga underarter finns listade i Catalogue of Life.